# 伯恩哈德·施密特
伯恩哈德·沃爾德馬爾·施密特（Bernhard Woldemar Schmidt，1879年3月30日—1935年12月1日）是一位德國裔愛沙尼亞光學設計家，成年後居住於德國。1930年發明了可以修正球面像差、彗形像差和散光像差的施密特攝星儀，這是第一種作為天文研究用的大範圍、廣角、且曝光時間短的反射式照相機。

## 童年
伯恩哈德·施密特是卡爾·康斯坦丁·施密特和瑪麗·海倫·克莉絲汀·施密特（娘家姓羅森）的六個孩子中年紀最長的，另有二弟（一弟嬰兒時夭折）三妹。伯恩哈德生於塔林灣內當時受俄羅斯帝國統治的奈斯岛（今屬愛沙尼亞哈爾尤縣）。該島上的居民大多數是說瑞典語或愛沙尼亞語的瑞典裔愛沙尼亞人，不過施密特一家也會說德語。 
施密特所住的島嶼上的居民主要以漁業和為入港船隻導航的工作为生。伯恩哈德和他的弟弟奧古斯特·弗雷德里克童年時常一起在島上探險。伯恩哈德在童年就顯現他極度的好奇心、創造力和想像力。例如他年輕時就藉著買鏡頭和舊的手風琴箱製作了自己的相機，並成功拍攝了島上環境和他的家庭成員照片，甚至將部分攝影作品出售。他也對夜空和星座著迷。
一件不幸的悲劇使施密特的後半生被深刻影響。當他15歲時，一次使用火藥的實驗中他綁紮帶電荷的鐵管，但因為導火索連接錯誤造成管線爆炸，使他失去了右手拇指和食指。雖然他的母親嘗試清理和包紮傷口，塔林的醫師仍將他的整個右手截肢。這件事讓他深刻地後悔和反省，並且使他在之後的生活中技能超過了同期的人。

## 青年時期
雖然有如此不幸事件，施密特不久之後仍重新開始實驗和發明。他拍攝了更多底片並擅長將這些底片沖洗和印製照片。1895年他搬到日瓦爾，並以修飾照片為職業一段時間。之後施密特進入 Volta Electrical Motor Works 任職，並因此相當精通製圖。1901年他到了瑞典哥德堡進入查爾摩斯工學院就讀，但不久後轉學到薩克森王國的米特韋達大學繼續他的學業。

## 成年
在德國求學期間他開始對天文學與光學感興趣。原本他希望和著名的理論光學家卡爾·斯特列爾進行研究，但斯特列爾不久後離職。施密特逐漸發現了他的天賦，也就是應用在天文上的高精確度光學研磨和拋光。他似乎在1901年的某個時候開始磨製鏡片並出售他的產品給業餘天文學家。1904年3月施密特完成學業以後，他新嘗試的目標獲得了極大進展，並且很快和德國各主要天文台的專業人員接觸。施密特的事業在著名的天文學家，例如赫爾曼·卡爾·沃格爾以及卡爾·史瓦西表示施密特的鏡片相當優異，對他們的研究有極大幫助之後迅速發展。

## 米特韋達時期
1904到1914年間施密特的事業快速發展，並且在德國獲得了極高的聲譽。他不只曾經嘗試生產一些當時技術最困難且精確度最高的鏡片，他還修正和改良一些由著名廠牌生產的鏡片，例如波茨坦天文物理研究所內 Steinheil 生產的口徑50公分的折射望遠鏡。隨著業務的增加，施密特雇用了數位助手，其中兩位繼承了施密特寶貴的工作技術。施密特也購買了當時還是少見奢侈品的汽車，並雇用了一位朋友擔任他的司機。施密特使用一個長焦距水平鏡和一個定天鏡拍攝了讓人印象深刻的太陽、月球和行星的照片。當一個人知道施密特只使用一隻手就能作如此精密的產品，他很難不因為施密特的技術而驚訝。
第一次世界大戰從爆發到結束期間，當時愛沙尼亞因為受到俄羅斯帝國統治，施密特被視為敵僑而遭拘禁六個月。獲釋後他仍在警察的掌控之下，並且部分被認為有間諜工具嫌疑的天文儀器遭到沒收。他嘗試繼續他的事業，但隨著戰爭的拖累以及德國遭到擊敗，德國的經濟狀況相當嚴峻，且科學家沒有發展天文的經費。戰爭之後因為德國的政治環境動盪和必須支付戰爭賠款，事業的情況並沒有改善。1923年德國惡性通貨膨脹更讓許多人失去了所有的存款。1920年代中期施密特的事業遭到破壞，他不得不變賣他視為垃圾的剩餘設備。

## 伯格多夫時期

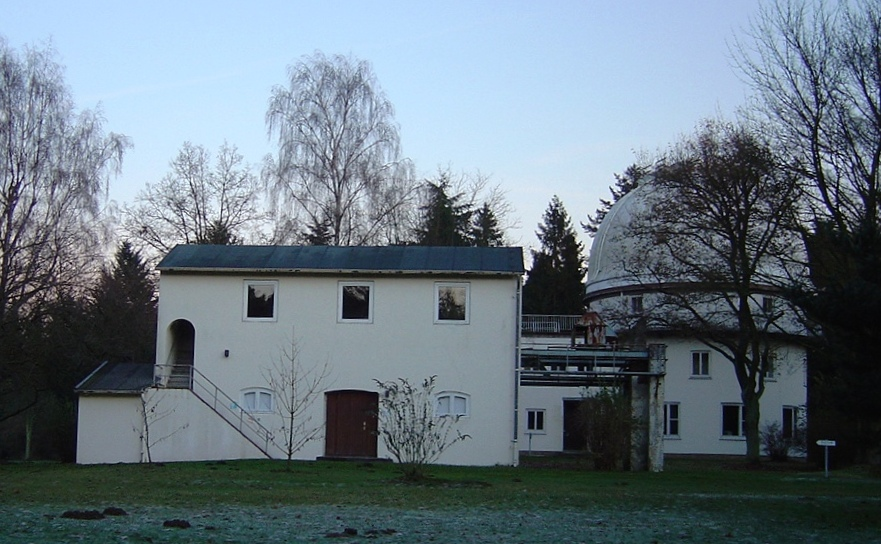
位在德國漢堡市伯格多夫區漢堡天文台內的施密特博物館。

1916年起施密特就和設於漢堡市郊外伯格多夫的漢堡天文台台長里夏德·斯科爾（Richard Schorr）教授保持連絡。斯科爾對施密特的水平反射鏡和定天鏡感興趣，並向施密特訂購產品使用在漢堡天文台上。戰後當施密特的經濟狀況陷入困難時，斯科爾開始讓施密特進行一些天文台的工作。斯科爾所能提供的也就只有伯格多夫的一間免費房子，以及維修地平望遠鏡的少許費用。1926年斯科爾提出時施密特一開始並未接受。施密特有多項的專利，其中一項就是以風力推動螺旋槳的船，施密特希望這項發明能夠有利可圖。他還回到愛沙尼亞探望家人，並尋求他的光學產品市場，這時愛沙尼亞已經成為共和國。
施密特的努力毫無效果，1927年時他的事業相當糟糕，因此接受了斯科爾的雇用。施密特在天文台主大樓的地下室建立車間，並開始修復水平望遠鏡。1927到1929年間施密特參與了兩次由漢堡天文台辦理的日食觀測團，分別是前往瑞典北部和菲律賓。第二次觀測日食期間施密特和他的伙伴，天文學家沃爾特·巴德公開了施密特一生中最重要的發明。這項發明對20世紀後半天文學和光學設計產生了革命性的發展，也就是以他的名字命名的廣角反射式照相機。

## 施密特攝星儀
天文學家長期希望有一個方式可以快速地拍攝大範圍天區以探測宇宙的可見區域和看到宇宙的大尺度結構。直到施密特的時代，一般的望遠鏡都是窄視野，視野直徑只有1到2度。這種望遠鏡因為窄視野，在巡天時必須要花費多年時間和巨大投資，並且會錯過了宇宙的大範圍結構。使用小型照相機鏡頭也許可以看到較寬的視野，但是較暗淡（並因此較遠）的天體將不可見。因此需要的是大光圈相機使大範圍有好的影像品質（好的精確度）和高速焦比以減少曝光時間。
不幸的是，施密特時代以前唯一大口徑廣視野望遠鏡是一般的低焦比（約 f/3）反射望遠鏡，而這種望遠鏡在視野中央有銳利的影像解析度，但離開視野中心影像解析度將快速下降。這種狀況下的恆星影像將會放大並變成彗星狀，且方向會指向影像場的中央。這種狀況是由稱為彗形像差和像散的兩種像差造成。在施密特之前不可能製造一個沒有這些像差困擾的高焦比大口徑反射望遠鏡。
施密特相當了解這些問題，並且在1920年代晚期一直在尋找可能的解決方案。根據沃爾特·巴德所述，施密特已經放棄了至少一個解決方案，而他最終的設計已經相當先進，跳脫了傳統光學設計。施密特意識到他必須使用一個大的球面鏡，而非反射望遠鏡使用的一般拋物面鏡，以及一個口徑較小的光闌膜片放在面鏡的曲率中心，很快就可以解決彗形像差和像散。但仍會留下破壞影像解析度的球面像差。
施密特大膽地放置一個薄而非常低曲率的非球面透鏡（今日的施密特修正板）在光闌膜相同的曲率中心，解決了球面像差。這種非球面透鏡形狀複雜，在接近中心部分是凸透鏡，但在邊緣附近則是凹透鏡。這種透鏡產生了和球面反射鏡相對的球面像差，抵銷了反射鏡的球面像差。這種方式非常巧妙，並且可以製造一個焦比達到 f/1.75 甚至更快的大型攝星儀，將可以產生視野超過15度的清晰影像，將可在短時間曝光的狀況下拍攝大範圍天區（數分鐘時間，傳統反射望遠鏡要數小時才能達成）。他的第一台攝星儀口徑約36公分，焦比 f/1.75，該攝星儀現存於漢堡天文台的博物館內。施密特結合了多種光學元件（球面鏡、特殊位置的隔膜和修正版）組成一個簡易的折反射式系統，施密特基於基本原理創造了劃時代的成就。尤其修正板是之前的望遠鏡設計中從未出現過的。在施密特的發明之後數十年有許多新的折反射式系統出現。

## 晚年
施密特於1930年製造了第一個 "Schmidtspiegel"（後來稱為施密特攝星儀），這造成了轟動世界的天文觀測突破性發展。他使用了一個非常巧妙的方法（所謂的「真空鍋法」） 來製作相當難以製作的修正板，因此讓系統可形成優異的影像。真空鍋仔細的讓平行的玻璃板在部分真空狀況下變成輕微下垂彎曲，接著將上方平直曲線拋光。在真空釋放後透鏡將彈回形成照相機需要的「施密特形狀」。在這之前無人能作出這樣的透鏡。
施密特在一些專業期刊上以德文簡短發表了他的發明，並提供在專業天文台建立他的望遠鏡服務。可惜的是他的宣傳過少，而且他的設計在當時太過先進。此外，他發明攝星儀時碰上了大蕭條 ，因此沒有收到任何訂單，直到去世都只能依靠漢堡天文台微薄的收入。施密特在1934年製造了更大的攝星儀，並且磨製了口徑60公分 Bergedorf-Steinheil 攝影折射望遠鏡。
施密特出差荷蘭萊頓返回德國後，於1935年11月底感到身體不適。雖然他嘗試進行治療，仍去世於同年12月1日，享年56歲。驗屍報告顯示死因是肺部感染。

## 個人生活與遺產

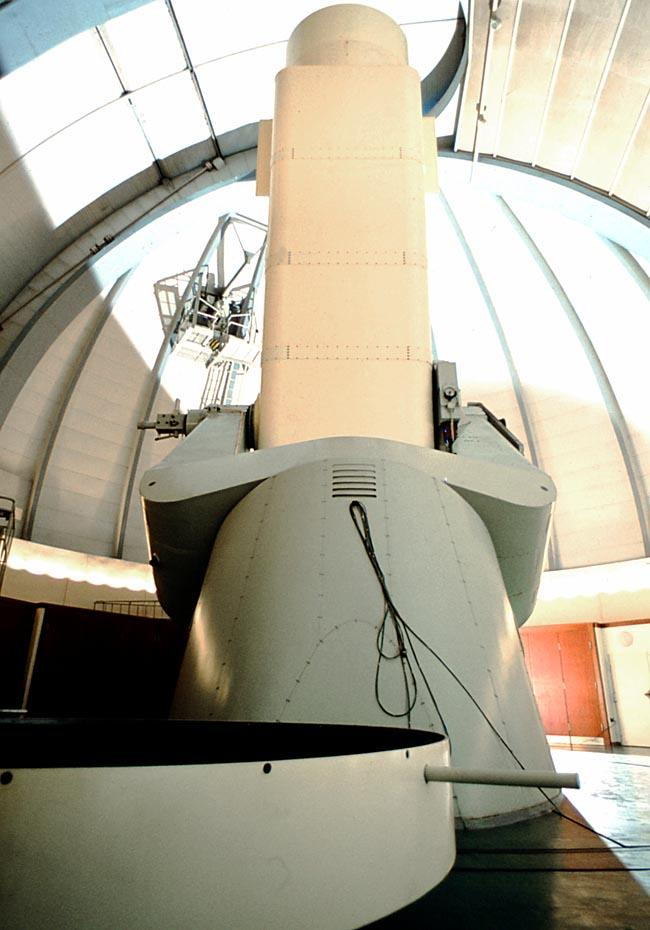
位於德國陶騰堡卡爾·史瓦西天文台口徑二公尺的施密特攝星儀（阿爾弗雷德·詹希望遠鏡）。

施密特從未結婚，無子女。在美國威尔逊山天文台工作的沃尔特·巴德宣布了施密特的死訊，之後施密特攝星儀的想法受到廣泛應用。在帕洛马山天文台先後有1938年一個口徑18英吋的施密特攝星儀和1948年口徑122公分的塞繆爾·奧斯欽望遠鏡啟用。後者進行了大量的觀測和取得許多資訊。這證明了施密特的觀念的卓越是不容置疑的。
在漢堡天文台的施密特攝星儀完成之後，1955年口徑更大、製造更精良的施密特攝星儀在卡爾·史瓦西天文台啟用，並且雖然已有技術更先進的產品已生產，這個口徑2米的施密特攝星儀至今仍是世界最大的。漢堡天文台的施密特攝星儀於1976年轉移至卡拉阿托天文台。
施密特是愛沙尼亞作家雅安·克罗斯所著小說《Vastutuulelaev》中的主角。
小行星1743以他的姓氏命名。

## 相關傳記
- Barbara Dufner, Den Himmel Fest im Blick, Eine wissenschaftliche Biografie über den Astro-Optiker Bernhard Schmidt, (Stuttgart, 2002).
- Bernard Schmidt, "Ein lichtstarkes komafreies Spiegelsystem," Central-Zeitung für Optik und Mechanik 52.2 (1931), pp. 25-26; also in Mitteilungen der Hamburger Sternwarte in Bergedorf 36.7 (1932), pp. 15-17.
- Erik Schmidt (the son of August Fredrik Schmidt, and nephew of Bernhard Schmidt), Optical Illusions, The Life Story of Bernhard Schmidt, the Great Stellar Optician of the Twentieth Century, (Estonia, 1995).  This is the only reliable account in English.  Older sketches of Schmidt's life contain many errors and legendary tales.
- Richard Schorr, "Bernhard Schmidt†," Astronomische Nachrichten 258 (1936), col. 45-48.
- Jochen Schramm, Sterne über Hamburg, Die Geschichte der Astronomie in Hamburg, (Hamburg, 1996) and his website: *（页面存档备份，存于）.
- Arthur Arno Wachmann, "Das Leben des Optikers Bernhard Schmidt," Sterne und Weltraum (1962/2), pp. 28-32.
- Ernst Julius Öpik, "Bernhard Schmidt (1879-1935)," Irish Astronomical Journal, vol. 3(8), p. 237

## 外部連結
- Hamburger Sternwarte - Schmidtmuseum（页面存档备份，存于）
- Biography（页面存档备份，存于）